# Galearis spathulata
Galearis spathulata là một loài thực vật có hoa trong họ Lan. Loài này được (Lindl.) P.F.Hunt mô tả khoa học đầu tiên năm 1971.